# 排卵
排卵（はいらん）とは、成熟した卵胞が裂けて卵（正確には卵母細胞）を放出する月経周期の過程であり、生殖に関与している。排卵は発情周期を持つ動物でも起こり、月経周期を持つ動物とは基礎的な部分に多くの違いがある。
注：この記事では主にヒトの排卵について言及する。ヒト以外の排卵については結論で手短に述べる。

## 概要
ヒトでは、排卵が起きる期間を排卵期といい、正常なサイクルであれば周期の長短の個人差に関わらず排卵から14±2日後に（妊娠が成立していなければ）月経が起こる。言い換えれば、排卵は生理予定日のおよそ14日前頃に起こり、例えば平均的な28日間の周期の人では月経開始から数えると14日目前後にあたる。月経周期の短い女性は月経開始から排卵までの日数が短く、月経周期の長い女性は月経開始から排卵までの日数が長い。しかしながら、in vivo（生体内）の様々な条件によって女性の月経周期は容易に変化しうるため、月経開始日から排卵期までの実際の日数を事前予測するには、もろもろの不確定要素を含む。
ヒトにおいて、隠された排卵とは雌（女性）が目に見える繁殖できるというサインを出さないという事を意味している。何故こう進化したのかを分析できる単語に進化的ゲーム理論がある。
排卵の前に、卵胞は卵子が生きていく為に一連の変形を行なう。この過程が卵丘膨張である。これの後に卵胞へ裂け目ができ、これを通って卵子が卵胞を出る。卵子は卵管へ入って、子宮へ向かって行き、受精をすれば着床し、さもなくば24時間後に退化する。
排卵期の前には、未成熟の卵胞に包まれた卵子が成長を終える卵胞期があり、その後には子宮が受精卵を受ける準備をする卵胞期がある。この卵胞が成長して排卵へ至る全過程が卵胞形成といわれる。
の様な研究で女性の嗅覚は排卵期に最も鋭くなる事が示されている。

### 必要な出来事
375日間すなわち月経周期約13回をかけた過程を通して、卵巣で眠っていた未成長の原始卵胞が成長して次第に一つの排卵前卵胞が選ばれる。組織学的に排卵前卵胞（成熟グラーフ卵胞または成熟三次卵胞）には放射冠顆粒層細胞に包まれた第一減数分裂前期で止まった卵母細胞、壁性顆粒層細胞、基底膜そして内膜・外膜細胞に挟まれた毛細血管網を含む。卵胞液の入った大きな嚢は卵胞洞と呼ばれる。卵丘顆粒層細胞（または単に卵丘細胞）の「橋」が放射冠・卵子複合体を壁性顆粒層細胞と結んでいる。
単純にいうと、卵胞の機能を促進する為に顆粒膜細胞と卵母細胞の双方向の指令を顆粒層細胞が繋いでいる。研究によって卵胞の指令に特有の因子が解明されたが、これについての考察はこの記事の範囲外とする。
黄体形成ホルモン（LH）の作用により排卵前卵胞の卵胞膜細胞はアンドロステンジオンを分泌し、これは壁性顆粒層細胞にエストロゲンの一種エストラジオールへ芳香環化される。高濃度のエストロゲンは視床下部の性腺刺激ホルモン放出ホルモン（GnRH）の刺激作用を持つ。このホルモンは今度は下垂体のLHと卵胞刺激ホルモン（FSH）の発現を刺激する。
LHとFSHの高まりが周排卵期の始まりを意味する。

### 周排卵期
順調な排卵では、卵子は放射冠及び卵丘顆粒層細胞に支持されていなければならない。後者は卵丘膨張として知られる増殖と粘液分泌の段階を通る。その粘液はヒアルロン酸の豊富な混合物で、卵子周辺のベタついたマトリックスに卵丘細胞のネットワークが浮遊している。このネットワークは排卵後も卵子の周辺に残り、受精に必要なものとみられている。
卵丘細胞の増加は同時に卵胞液の量も増加させ、卵胞の直径は20mmに膨張させられる。これが卵巣の表面に水泡状の明確な膨らみを作る。

### 排卵期
LHによって開始されたシグナル伝達カスケードを通じて、タンパク質分解酵素が卵胞から分泌され、卵巣の表面に出ている卵胞の組織を分解して裂け目を作る。そこから卵子卵丘細胞複合体が卵胞を出て腹腔へ、更に卵管の末端にある卵管采に受け止められる。卵管へ入った後は、卵子卵丘細胞複合体は繊毛の動きにしたがって押されながら子宮への旅を始める。
この時に、卵母細胞は第一減数分裂を終え、二つの細胞―大きな方が全ての細胞質の物質を含む卵娘細胞（二次卵母細胞）、小さな方が不活性な第一極体―に分かれている。第二減数分裂は中期で止まっており、受精までは進行しない。排卵の時に第二減数分裂の紡錘体が出現する。もし受精しなければ卵母細胞は約24時間で退化する。
機能層（functionalis）と呼ばれる子宮の粘膜が最大の大きさに達し、子宮内膜腺を持つが、まだそれは機能していない。

### 排卵期後
卵胞自体はその寿命を終えるが、卵子なくして、自身を内側へ折り畳み、エストロゲンとプロゲステロンを産生する細胞の集合体である黄体へと変化する。これらのホルモンは子宮内膜腺へ、受精が行なわれれば着床が起こる場所である増殖性内膜の産生を誘発する。残りの月経周期を通じて黄体はこの内分泌作用を続け、月経の間に痕跡組織へ退化する。

## 臨床的発表
排卵の始まりは様々な医学上の徴候で検出できる。それは肉眼では識別できないが、しかしヒトは隠れた排卵を持つといわれている。
排卵している女性は3日の間に次第に、平均0.2℃の体温の上昇を経験する。体温の上昇は月経周期の終わりを意味する月経の間持続する。さらに排卵時、不快感や痛みを新たに下腹部に感じる―排卵時下腹部症と呼ばれる―女性もおり、これは殆どが腹壁が裂けた卵胞から流れ出た血液と卵胞液に過敏な所為である。最後に子宮頚部の粘膜の構成が精子に適した様に変化する。その粘膜は透明で、伸びやすく、粘着性で生卵の白身に似る。

## 新しい研究：卵胞波
Baerwaldらによる新たな研究によれば月経周期は卵胞の成長を厳密に前述の様に調節していないらしい。特に28日周期を持つ大部分の女性は2回から3回の卵胞成長の「波」を経験するが最後の波だけが排卵になる。残りの波は排卵にはならず、発達した排卵前卵胞が閉鎖するか（多数の無排卵周期）、または排卵前卵胞が全く選ばれない（少数の無排卵周期）かに特徴付けられる。
この現象はウシやウマで見られる卵胞波に似ている。これらの動物では、同時期に成長を始めた初期胞状卵胞の大集団の成長が卵胞期に一致する。これは内分泌系が卵胞形成を厳密に調節しているのではない事を示す。
この解明への挑戦が近年我々の卵胞発達と月経周期の動態の理解を変え、そしてなぜ理想周期を用いた自然家族計画と産児制限の伝統的な方法がそう効果的でないかを説明するだろう。
特に、この発見により、排卵していないと確信している時でも性交によって妊娠が起こりうるのかは説明されそうである。無論、他の説明に必ずしもそうでないのに14日目に排卵が起こると勘違いしている事もある。

## 誘発排卵と避妊
経口避妊薬と受胎促進剤の大部分は排卵期に使われる。なぜならこの時期が受胎の最重要な決定要素だからである。ホルモン療法は排卵に正へも負へも干渉でき、月経周期のコントロールをすることができる。
卵胞刺激ホルモン、性腺刺激ホルモン放出ホルモン（GnRH）、エストラジオールは精製の研究に成功している。エストラジオールとプロゲステロンの類似体もまた合成されている。なおGnRHはFSHとLHの分泌の上流の誘発物質である。
一般的に、投与されたFSHまたはGnRHは早急に卵胞形成を加速し、排卵を起こして懐胎を可能とする。エストラジオールとプロゲステロンは経口避妊薬の形で、月経周期に関するホルモン水準に影響して卵胞形成と排卵へ負のフィードバックに関与する。

## 動物の排卵
興味深い側面をいくつかここに記す：
- ラクダの排卵は雄のフェロモンによって引きおこされる。そのためキャラバンでは雌ラクダが発情しない様に雄を連れていない。
- ニワトリはほぼ毎日排卵する。
- 有袋類の胚には受精後、発生が休止して着床が遅れるものがある。
- ウマは排卵窩でのみ排卵する。

### 周期排卵動物
種毎の多様な排卵リズムに合わせて雌は発情し、排卵に至る。

### 交尾排卵動物
周期的な排卵ではなく、雌は雄からの機械的な誘発によって排卵する動物。

雄からの性的刺激（交尾）により、オルガスムスに達することで、視床下部を刺激し、下垂体からLHサージを引き起こす。その結果、排卵に至る。

ネコ、ウサギ、ミンクなど(高橋迪雄　2001)。